# Championnat du Costa Rica féminin de football
Le championnat du Costa Rica de football féminin est une compétition de football féminin opposant les dix meilleurs clubs du Costa Rica. 
Créé en 2000, le championnat se joue sous la forme de tournois d'ouverture et de clôture, le tournoi d'ouverture se jouant du printemps à l'automne et celui de clôture de l'automne au printemps suivant. Jusqu'en 2019, à l'issue de ces deux tournois, les deux vainqueurs s'affrontent en finale pour désigner le champion du Costa Rica, sauf si les deux tournois sont remportés par le même club, auquel cas il est automatiquement sacré champion. Depuis 2020, chaque vainqueur de tournoi est déclaré champion.

## Palmarès

### Palmarès par saison
| Liga Fútbol Femenino (ADELIFE) | Liga Fútbol Femenino (ADELIFE) | Liga Promerica                             | Liga Promerica                             |
| Saison                         | Champion                       | Saison                                     | Champion                                   |
| ------------------------------ | ------------------------------ | ------------------------------------------ | ------------------------------------------ |
| 1991                           | Saprissa FF                    | 2020 Cl                                    | CS Herediano                               |
| 1992                           | Deportivo Lucema               | 2021 Ap                                    | LD Alajuelense                             |
| 1993                           | Guápiles                       | 2021 Cl                                    | LD Alajuelense                             |
| 1994                           | Deportivo Costa Rica           | 2022 Ap                                    | LD Alajuelense                             |
| 1995                           | San José FF                    | 2022 Cl                                    | LD Alajuelense                             |
| 1996                           | CS Herediano                   | 2023 Ap                                    | LD Alajuelense                             |
| 1997                           | CS Herediano                   | 2023 Cl                                    | LD Alajuelense                             |
| 1998                           | CS Herediano                   | 2024 Ap                                    | LD Alajuelense                             |
| 1999                           | San José FF                    | 2024 Cl                                    | LD Alajuelense                             |
| 2000                           | AD Desamparados                | Ap 2024 LD Alajuelense CL 2025 Saprissa FF | Ap 2024 LD Alajuelense CL 2025 Saprissa FF |
| 2001                           | AD Desamparados                | Ap 2024 LD Alajuelense CL 2025 Saprissa FF | Ap 2024 LD Alajuelense CL 2025 Saprissa FF |
| 2002                           | AD Desamparados                | Ap 2024 LD Alajuelense CL 2025 Saprissa FF | Ap 2024 LD Alajuelense CL 2025 Saprissa FF |
| 2003                           | UCEN Alajuela                  | Ap 2024 LD Alajuelense CL 2025 Saprissa FF | Ap 2024 LD Alajuelense CL 2025 Saprissa FF |
| 2004                           | UCEN Alajuela                  | Ap 2024 LD Alajuelense CL 2025 Saprissa FF | Ap 2024 LD Alajuelense CL 2025 Saprissa FF |
| 2005                           | CCD San José                   | Ap 2024 LD Alajuelense CL 2025 Saprissa FF | Ap 2024 LD Alajuelense CL 2025 Saprissa FF |
| 2006                           | Mapache Carillo                | Ap 2024 LD Alajuelense CL 2025 Saprissa FF | Ap 2024 LD Alajuelense CL 2025 Saprissa FF |
| 2007                           | CCD San José                   | Ap 2024 LD Alajuelense CL 2025 Saprissa FF | Ap 2024 LD Alajuelense CL 2025 Saprissa FF |
| 2008                           | Arenal Coronado                | Ap 2024 LD Alajuelense CL 2025 Saprissa FF | Ap 2024 LD Alajuelense CL 2025 Saprissa FF |
| 2009                           | UCEN Alajuela                  | Ap 2024 LD Alajuelense CL 2025 Saprissa FF | Ap 2024 LD Alajuelense CL 2025 Saprissa FF |
| 2010                           | Arenal Coronado                | Ap 2024 LD Alajuelense CL 2025 Saprissa FF | Ap 2024 LD Alajuelense CL 2025 Saprissa FF |
| 2011                           | Arenal Coronado                | Ap 2024 LD Alajuelense CL 2025 Saprissa FF | Ap 2024 LD Alajuelense CL 2025 Saprissa FF |
| 2012                           | Saprissa FF                    | Ap 2024 LD Alajuelense CL 2025 Saprissa FF | Ap 2024 LD Alajuelense CL 2025 Saprissa FF |
| 2013-2014                      | AD Moravia                     | Ap 2024 LD Alajuelense CL 2025 Saprissa FF | Ap 2024 LD Alajuelense CL 2025 Saprissa FF |
| 2014                           | Saprissa FF (Ouverture)        | Ap 2024 LD Alajuelense CL 2025 Saprissa FF | Ap 2024 LD Alajuelense CL 2025 Saprissa FF |
| 2015                           | Saprissa FF (Ouverture)        | Ap 2024 LD Alajuelense CL 2025 Saprissa FF | Ap 2024 LD Alajuelense CL 2025 Saprissa FF |
| 2016                           | AD Moravia                     | Ap 2024 LD Alajuelense CL 2025 Saprissa FF | Ap 2024 LD Alajuelense CL 2025 Saprissa FF |
| 2017                           | AD Moravia                     | Ap 2024 LD Alajuelense CL 2025 Saprissa FF | Ap 2024 LD Alajuelense CL 2025 Saprissa FF |
| 2018                           | Saprissa FF                    | Ap 2024 LD Alajuelense CL 2025 Saprissa FF | Ap 2024 LD Alajuelense CL 2025 Saprissa FF |
| 2019                           | CODEA Alajuela                 | Ap 2024 LD Alajuelense CL 2025 Saprissa FF | Ap 2024 LD Alajuelense CL 2025 Saprissa FF |

### Par club
- 9 titres : LD Alajuelense
- 5 titres : Saprissa FF,  CS Herediano
- 3 titres : AD Desamparados, Arenal Coronado, UCEN Alajuela
- 2 titres : San José FF, AD Moravia, CCD San José
- 1 titre : Deportivo Lucema, Guápiles, Deportivo Costa Rica, Mapache Carillo, CODEA Alajuela

## Meilleures buteuses
|    | Joueuse               | Club(s)                                                                                      | Période   | Buts |
| -- | --------------------- | -------------------------------------------------------------------------------------------- | --------- | ---- |
| 1. | Karla Villalobos (en) | San José FF, Arenal Coronado, Saprissa FF, AD Moravia, AD Coronado, UCR Heredia, Sporting FC | 2003-     | 347  |
| 2. | Jacqueline Alvarez    | Saprissa FF, Heredia, Dimas, Arenal Coronado, Flores, Herediano                              | 2001-2015 | 198  |
| 3. | Laura Sánchez         | UCEN Alajuela, Carmelita, Heredia, CODEA Alajuela, LD Alajuelense, Sporting FC               | 2001-     | 173  |
| 4. | Cristin Granados (en) | Arenal Coronado, Saprissa FF, AD Moravia, Herediano                                          | 2001-     | 163  |
| 5. | Ericka Castro         | UCEN Alajuela                                                                                | 2001-2007 | 147  |